# ATP Challenger Huntington Beach
Das ATP Challenger Huntington Beach (offiziell: Huntington Beach Challenger) war ein Tennisturnier, das einmalig 1979 in Huntington Beach, Kalifornien, stattfand. Es gehörte zur ATP Challenger Tour und wurde im Freien auf Hartplatz gespielt.

## Liste der Sieger

### Einzel
| Jahr | Sieger         | Finalgegner    | Ergebnis |
| ---- | -------------- | -------------- | -------- |
| 1979 | Glenn Petrovic | Marcel Freeman | 6:4, 6:2 |

### Doppel
| Jahr | Sieger                     | Finalgegner                    | Ergebnis      |
| ---- | -------------------------- | ------------------------------ | ------------- |
| 1979 | Billy Martin Bruce Nichols | Peter Rennert Robert Van’t Hof | 3:6, 7:6, 6:3 |